# Teofil (biskup koptyjski)
Teofil (ur. 6 kwietnia 1942, zm. 13 lutego 2019) – duchowny Koptyjskiego Kościoła Ortodoksyjnego, od 1992 biskup Prowincji Morza Czerwonego z siedzibą w Hurghadzie.

## Życiorys
Początkowo był mnichem w monasterze Syryjczyków. Święcenia kapłańskie przyjął 2 stycznia 1978. Sakrę biskupią otrzymał 14 czerwca 1992.